# Anton Ferdinand
Anton Julian Ferdinand (Peckham, 18 februari 1985) is een Engelse profvoetballer die bij voorkeur als centrale verdediger speelt. Hij tekende in augustus 2014 een tweejarig contract bij Reading, dat hem transfervrij overnam van Antalyaspor. In 2016 nam Southend United hem weer over van Reading.

## Loopbaan
Ferdinand maakte op de eerste speeldag van het seizoen 2003/2004 zijn profdebuut in de hoofdmacht van West Ham United FC. In het seizoen 2004/2005 was hij een van de sleutelspelers die ervoor zorgden dat West Ham United na twee jaar terugkeerde naar de Premier League, het hoogste niveau in Engeland. In juli 2005 tekende hij een nieuw driejarig contract. In januari 2006 werd hij verkozen tot beste speler van de maand in de Premier League.
In 2008 betaalde Sunderland 8 miljoen pond voor Ferdinand. Ferdinand zou in drie jaar 85 keer het shirt aantrekken van Sunderland in competitieverband. In augustus 2011 keerde hij terug naar Londen door voor Queens Park Rangers te gaan spelen. Op 29 januari 2013 besloot QPR om Ferdinand voor zes maanden uit te lenen aan het Turkse Bursaspor. Hij tekende in augustus 2013 vervolgens een contract bij Antalyaspor. Dat liet hem na één seizoen weer transfervrij vertrekken, waarop Reading hem terug naar Engeland haalde.

## Internationaal
Ferdinand kwam zeventien keer uit voor Engeland onder 21. Zijn laatste verschijning voor Engeland onder 21 was in de halve finale van het EK onder 21, in en tegen Nederland

## Persoonlijk leven
Ferdinand is de broer van Rio Ferdinand en de neef van Les Ferdinand.